# Derrame de petróleo en Talara de 2022
El derrame de petróleo en Talara ocurrió la mañana del 25 de enero de 2022 por una falla en la válvula del pozo PN14-3 en la plataforma PN14, propiedad de la petrolera Savia Perú, en el mar de las playas Peña Negra y Cabo Blanco, en la provincia de Talara en el departamento de Piura, en Perú. Se dio a conocer luego de que se hiciera viral el video de un pescador local que mostraba las manchas causadas por el hidrocarburo vertido sobre el océano.

## Hechos
De acuerdo con información oficial, el vertido equivalente a 1.18 barriles de crudo se suscitó el 26 de enero, a las 7 de la mañana, en la zona de Peña Negra en Talara, pero el 25 de enero ya había videos de pescadores en la zona mostrando las repercusiones del derrame, por lo que las autoridades se encuentran investigando la verdadera fecha de la fuga. El derrame se suscitó debido a una falla en la válvula del pozo PN14-3 de la plataforma PN14 manejada por la empresa Savia Perú.

## Respuesta
Según Savia, se activó inmediatamente su plan de contingencia, trasladando a la zona lanchas especiales y desplegando barreras absorbentes en el perímetro afectado, logrando controlar el derrame y procediendo a limpiar la zona. La Marina de Guerra del Perú, a través de la Capitanía de Puerto de Talara, tomó conocimiento del hecho y también llegó a la zona junto a Petroperú y embarcaciones de la zona, con el fin de sumarse a la activación del plan local de contingencia.
Tras el trabajo de limpieza realizado, se conoció que se levantaron las actas correspondientes y se certificó que la zona quedó libre de hidrocarburos y otras sustancias nocivas al mar.